# Halvor Asphol
Halvor Asphol (né le 15 juin 1961) est un ancien sauteur à ski norvégien.

## Palmarès

### Championnats du monde de vol à ski
| Épreuve / Édition | Oberstdorf 1981 |
| Individuel        | 6e              |

### Coupe du monde
- Meilleur classement final: 28e en 1982.
- Meilleur résultat: 2e.